# Serie D 2016/2017
Soutěžní ročník Serie D 2016/17 byl 69. ročník čtvrté nejvyšší italské fotbalové ligy.  Soutěž začala 4. září 2016 a skončila 7. května 2017. Účastnilo se jí celkem 162 týmů rozdělené do devíti skupin. Z každé skupiny vítěz postoupil do třetí ligy a do play off o vítězství v Serii D. Poslední dva kluby v každé skupině sestoupili o úroveň níž (Eccellenza).